# Passalus henrici
Passalus henrici là một loài bọ cánh cứng trong họ Passalidae. Loài này được Rosmini miêu tả khoa học năm 1902.